# 鄧志忠

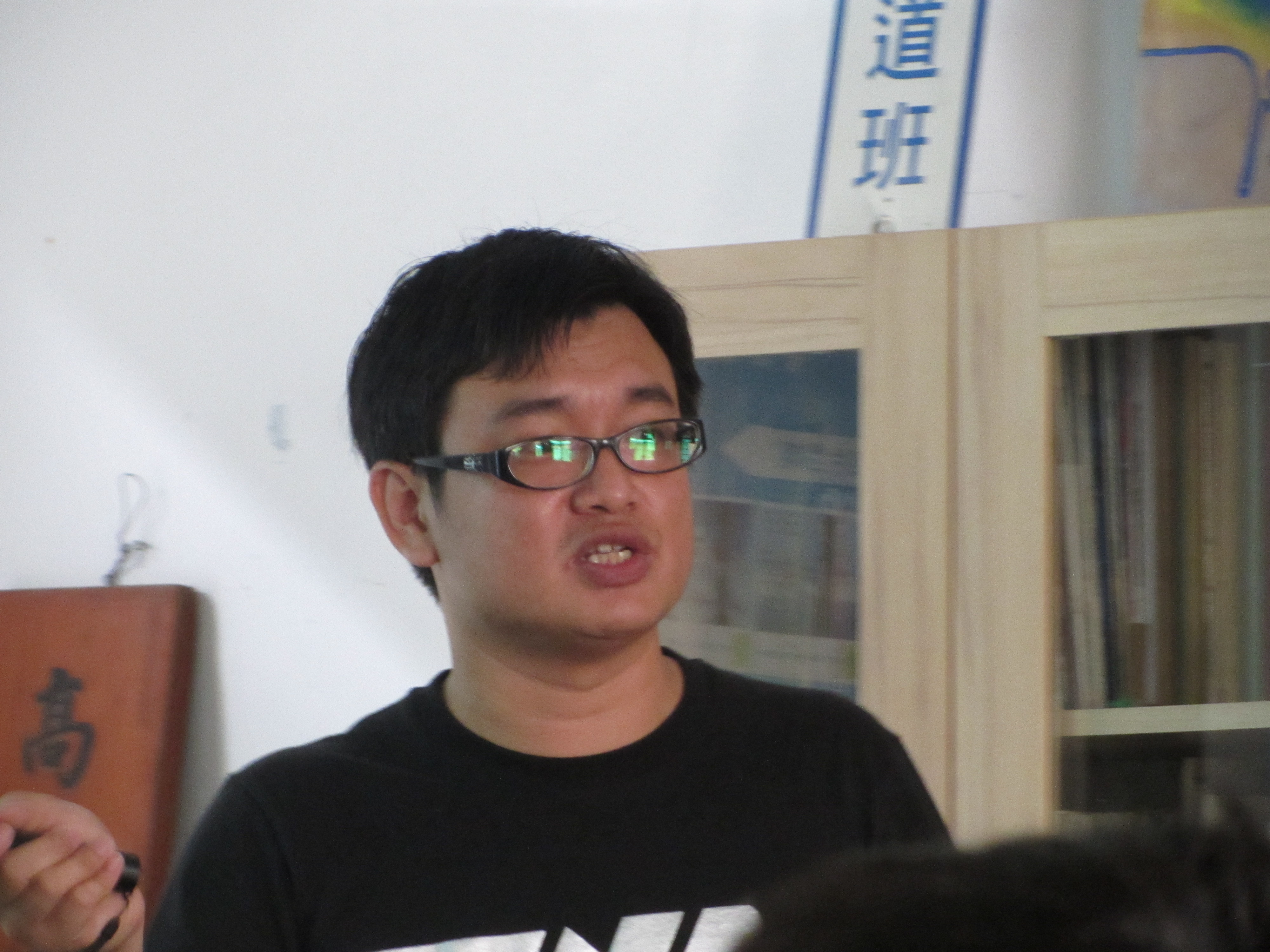
在打狗鐵道故事館演講的鄧志忠，2013年。

鄧志忠（1977年3月—），台灣鐵道研究者，曾任中華民國鐵道文化協會理事、中華民國海軍上校；曾任《鐵道情報》雜誌總編輯。

## 經歷
鄧志忠於1977年生於台灣台南市，後與家人遷居台中縣大甲鎮（今台中市大甲區）。台中二中、中華民國海軍軍官學校、國防大學海軍指參學院、淡江大學國際事務與戰略研究所畢業。2002年起擔任《鐵道情報》雜誌總編輯至2006年，並擔任中華民國鐵道文化協會理事。

## 興趣
鄧志忠對鐵道的主要研究興趣是產業鐵道、輕便鐵道及已廢除路線調查，並曾針對台灣鐵道環境特性發表鐵道舊線跡踏查概念與方法論 （页面存档备份，存于），也收集對車票、服制等鐵道相關之事物。同時也涉略海軍歷史研究。日本鐵道迷曾尊稱為台灣廢線跡踏查之第一人(台湾の廃線跡研究の第一人者で)。2009年購入台北市兒童交通博物館技嘉號巡道車保存。

## 著作
- 《台灣舊鐵道散步地圖》，古庭維、鄧志忠著。晨星出版，ISBN 9789861774015，2010年8月6日（該書獲行政院新聞局第33次推介中小學生優良課外讀物及2010年度最佳少年兒童讀物獎）。
- 《典藏版鐵道新旅--山海線：32+2站深度遊》，古庭維、鄧志忠、片倉佳史、李春政(追煙)、蘇棨豪(半島)、輔大猴、海豚男、台大火車社、交大鐵道會、王晟懿、吳睿哲、黃偉嘉、陳映彤、鄭育安著。遠足文化，ISBN 9789865967390，2012年10月31日
- 《典藏版鐵道新旅--縱貫線北段：32站深度遊》，古庭維、陳穩立、鄧志忠、片倉佳史、蘇棨豪(半島)、輔大猴、王晟懿、吳睿哲、黃偉嘉、陳映彤、陳威勳、許洋豪、邱柏瑞、周昀徵、台大火車社著。遠足文化，ISBN 9789865967802，2013年1月30日
- 《達人開講！鐵道迷的第一本書：100個鐵道愛好者必懂的常識與非常識》，鄧志忠著。遠足文化，ISBN 9789865787356，2014年5月28日

並有多篇文章散見於《鐵道情報》、《7-Watch》、《勝利之光》、《青年日報》等報章雜誌。

## 榮譽
- 2011第一屆臺中文學獎報導文學類佳作[6]。
- 2011屏東縣大武山文學獎報導文學佳作[7]

## 外部連結
- 鄧志忠個人FB （页面存档备份，存于）
- 老鄧的部落格 yam天空blog （页面存档备份，存于）
- 票房總司令軍官鐵道迷 25年收藏萬張火車票。蘋果日報。
- 買下火車頭 鐵道迷圓司機夢